# Betlém u Kuksu
Areál Nového lesa u Kuksu nazývaný Betlém nebo Braunův Betlém je unikátní barokní sochařsko-krajinářskou realizací, vytvořenou v letech 1718–1732 za účasti významného barokního sochaře Matyáše Bernarda Brauna a jeho dílny pro hraběte Františka Antonína Šporka jako širší součást rezidenčního a lázeňského komplexu Kuks. Nachází se v Královéhradeckém kraji mezi městy Dvůr Králové nad Labem a Jaroměř, zhruba 2 km severně od Kuksu a zhruba 1 km od Stanovic, na jejichž katastru leží. Některé z jižněji umístěných objektů se nacházejí již na území obce Hřibojedy. Část sochařských prací v Novém lese je řazena k nejkvalitnějším dílům českého barokního sochařství. Od roku 2002 je areál chráněn jako národní kulturní památka.

## Vznik
26. února 1717 koupil hrabě Špork od města Dvůr Králové nad Labem za 2 900 zlatých les na severním svahu nedaleko Stanovic a Žirče o rozloze zhruba 70 ha, zvaný od té doby Nový a připojil jej k panství Choustníkovo Hradiště, k němuž patřil i Kuks a Stanovice. V době koupě se jednalo o smíšený, spíše řidší les, který je dodnes součástí zalesněné hrany labského údolí, táhnoucí se odtud severozápadním směrem až ke 13 km vzdálenému vrchu Zvičina (tzv. Zvičinský zlom). 

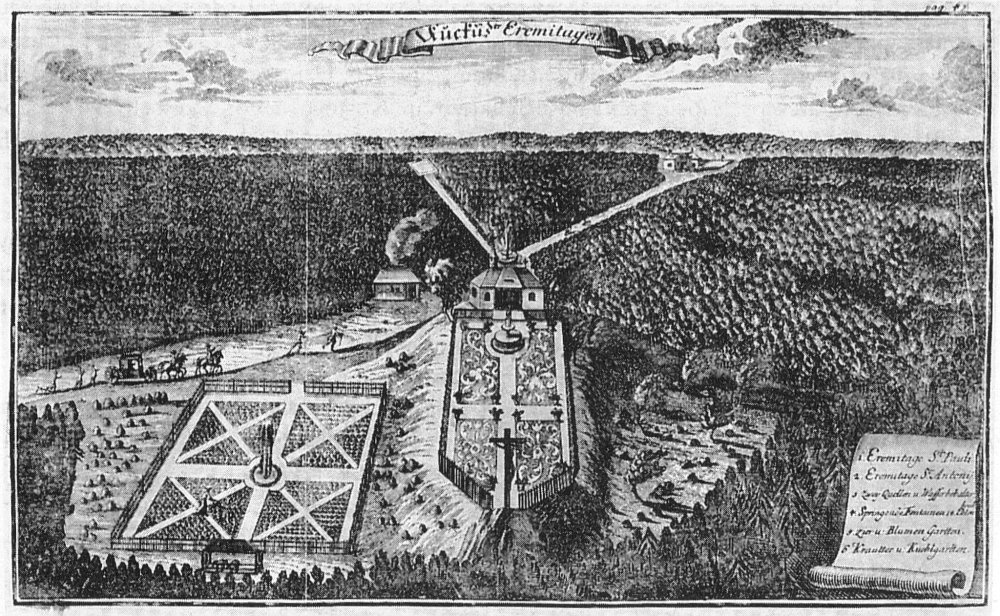
Areál Nového lesa v roce 1720: Uprostřed poustevna sv. Antonína s okrasnou zahradou, fontánou a křížem. Vedle poustevny vyhlídkový pavilon. Níže bylinářská zahrada s fontánou (nádrž je v lese dodnes dochována) a vodotryskem. Zleva běžící cesta vede z Kuksu a Stanovic. Přímo nad poustevnou je další fontána s vodotryskem 16 loktů vysokým. Vlevo vzhůru od něj k prameni směřuje cesta a dřevěné potrubí napájející fontány, vpravo vzhůru pokračuje cesta k poustevně sv. Pavla.

Na území lesa se nalézalo ložisko vysoce kvalitního, pevného pískovce, který v podobě skal a balvanů vystupoval nad povrch. Není jasné, zdali zde byl pískovec těžen už před koupí hrabětem, prokazatelně se zde však těžil v roce 1731. Z této lokality velmi pravděpodobně pochází i materiál soch nacházejících se přímo v Kuksu. Roku 1718 zde byly založeny poustevny svatého Antonína poustevníka a svatého Pavla poustevníka. Roku 1720 byly dokončeny obě poustevny, okrasná a bylinářská zahrada s fontánami a vodotrysky a další drobnější objekty.
V květnu 1723 navštívil Špork Adršpašsko-teplické skály. Tato návštěva jej údajně inspirovala k tomu, že nechal sochařskou výzdobu tesat částečně přímo z rostlé skály. Patrně až po tomto datu začala vznikat Braunova sochařská výzdoba. Prvním provedeným dílem byl zřejmě reliéf Vidění svatého Huberta.
Roku 1725 se superior jezuitů z nedaleké Žirče A. Kirchmayer rozhodl v těsném sousedství Nového lesa, na vrchu, který je dnes odtěžen lomovou činností vybudovat kalvárii s kaplemi „na způsob oné v Hernalsu u Vídně“ vedoucí z Žirče. Následovala jednání o výměně částí sousedících pozemků. Smlouva uzavřená 24. prosince 1725, však byla o rok později, po Kirchmayerově smrti, prohlášena za neplatnou z důvodu právního pochybení. Špork zrušení této smlouvy neakceptoval a žirečské jezuity začal nevybíravě a všemi prostředky, například pomocí různých pamfletů, napadat. V rámci následného sporu patrně došlo k určitému přerušení prací (mezi lety 1729–31) a také k pořízení soupisu, z něhož víme, že v roce 1726 se zde nacházely kamenné sochy poustevníků Onufria a Garina, ležícího Jana Křtitele a ležící Máří Magdaleny, reliéf svatého Huberta a ještě nedochované patrně dřevěné sochy Krista pokoušeného ďáblem a ukřižovaného Krista.

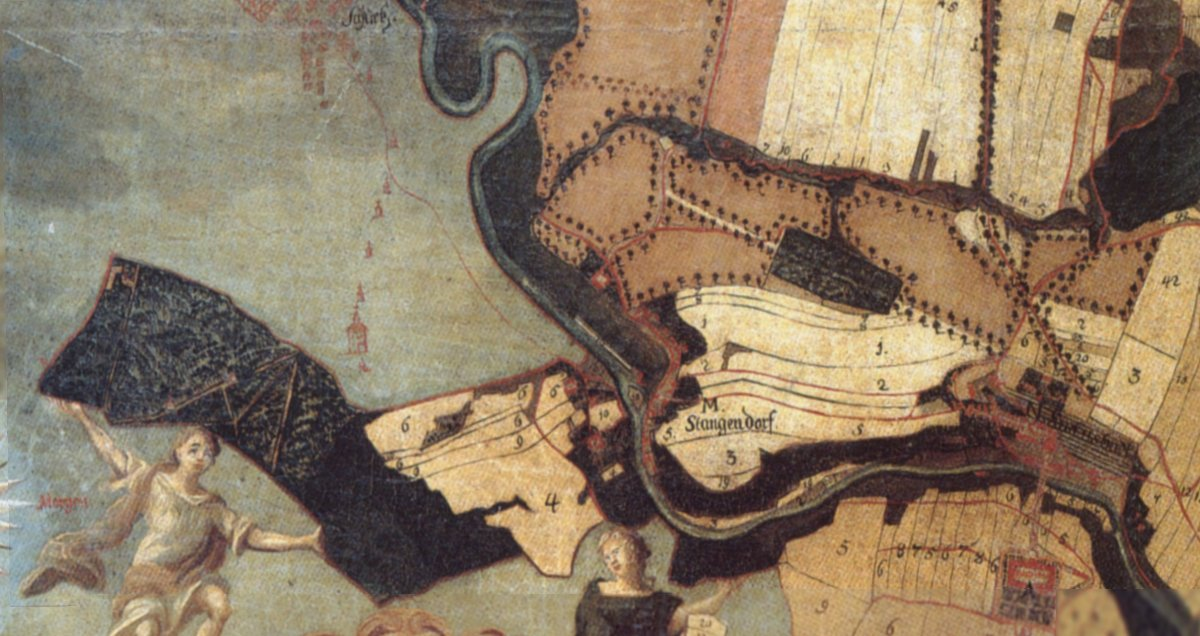
Výřez mapy z roku 1754, vlevo areál Nového lesa

Roku 1727 vznikal reliéf Klanění pastýřů (tehdy uvedený jako „jesličky“), další práce na něm jsou pak doloženy až roku 1731. V roce 1730 nechal Špork v Novém lese vybudovat kapli Povýšení Svatého Kříže. Roku 1731 došlo k částečnému urovnání sporu s jezuity, položení základního kamene kaple Kalvárie, vytyčení a kácení nových alejí k ní. Roku 1732 je doloženo vztyčení sochy Velkého Křesťanského vojína (Miles Christianus), jehož koncept však sahá ještě do období sporu s jezuity. Původně měla v lese stát menší verze této sochy, ale hraběti se zdála příliš malá a proto byla umístěna v Kuksu. Pokračovaly také práce na reliéfu Klanění pastýřů a hloubení betlémské jeskyně. Zmíněná kaple, respektive kostelík na Kalvárii, kaple Nalezení svatého Kříže a veškerá další zastavení křížové cesty byla vybudována roku 1735.

## Po smrti hraběte Šporka
30. března 1738 zemřel na zámku Lysé nad Labem ve věku 76 let hrabě Špork. O rok později se jeho dcera Anna Kateřina s manželem Františkem Karlem Rudolfem Swéerts-Sporckem natrvalo usadili v Lysé. Roku 1740 byla do parku špitálu přenesena socha Velkého Křesťanského vojína a v prosinci lázně Kuks zničila silná povodeň, což znamenalo i konec společenského využití Nového lesa.

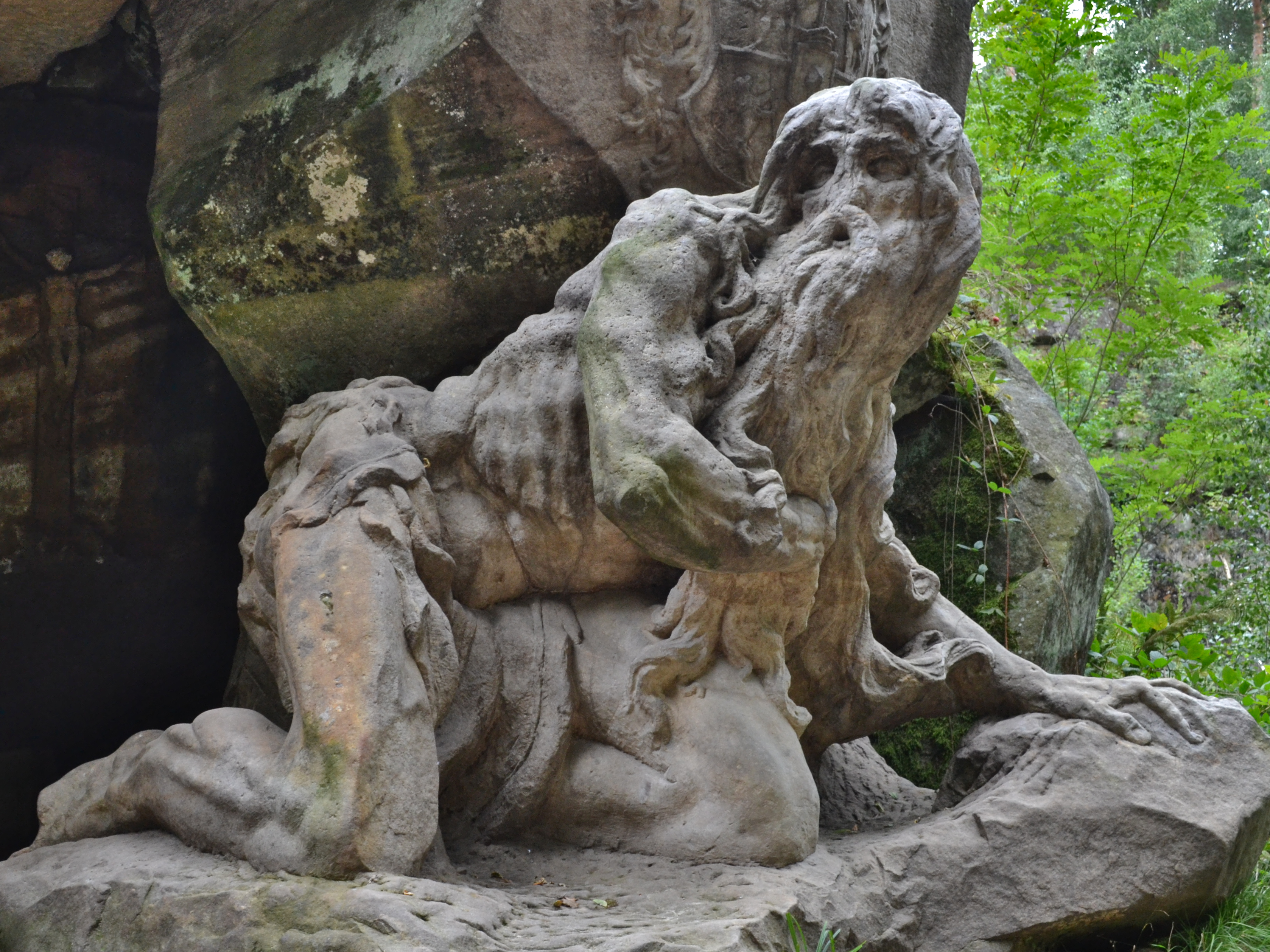
Socha poustevníka Juana Garina (1723–26)

Roku 1754 vznikla mapa nadačního panství Choustníkovo Hradiště, která zaznamenává mj. cesty v Novém lese, polohu pousteven a za hranicemi panství také kapli Nalezení svatého Kříže se zastaveními křížové cesty. Roku 1778 podrobně popsal areál Nového lesa v díle Versuch über einige merkwürdige Alterthümer in Königreich Böhmen královéhradecký krajský hejtman Karl Joseph Bienberg. Tento popis je velmi důležitý pro rekonstrukci původní podoby areálu.
V letech 1778–79 došlo zřejmě k poškození areálu při válce o bavorské dědictví. Bezprostředně za areálem byla umístěna obranná palebná postavení rakouského dělostřelectva, které odtud ostřelovalo pruské pozice na protějším úbočí Labského údolí.
V létech 1780–89 byla budována nedaleká vojenská pevnost Josefov. Materiál pro její stavbu by intenzivně těžen také v bezprostřední blízkosti soch. Terén kolem soch byl výrazně zvýšen navážkami hlušiny (kolem Studny Jákobovy až 1,5 m) a sochy byly zřejmě také poškozeny transportem kamene.
Roku 1851 vytvořil malíř Josef Navrátil kvaš zvaný Vzpomínka na Braunův Betlém, který dokládá znovuobjevování uměleckých kvalit sochařských prací areálu.

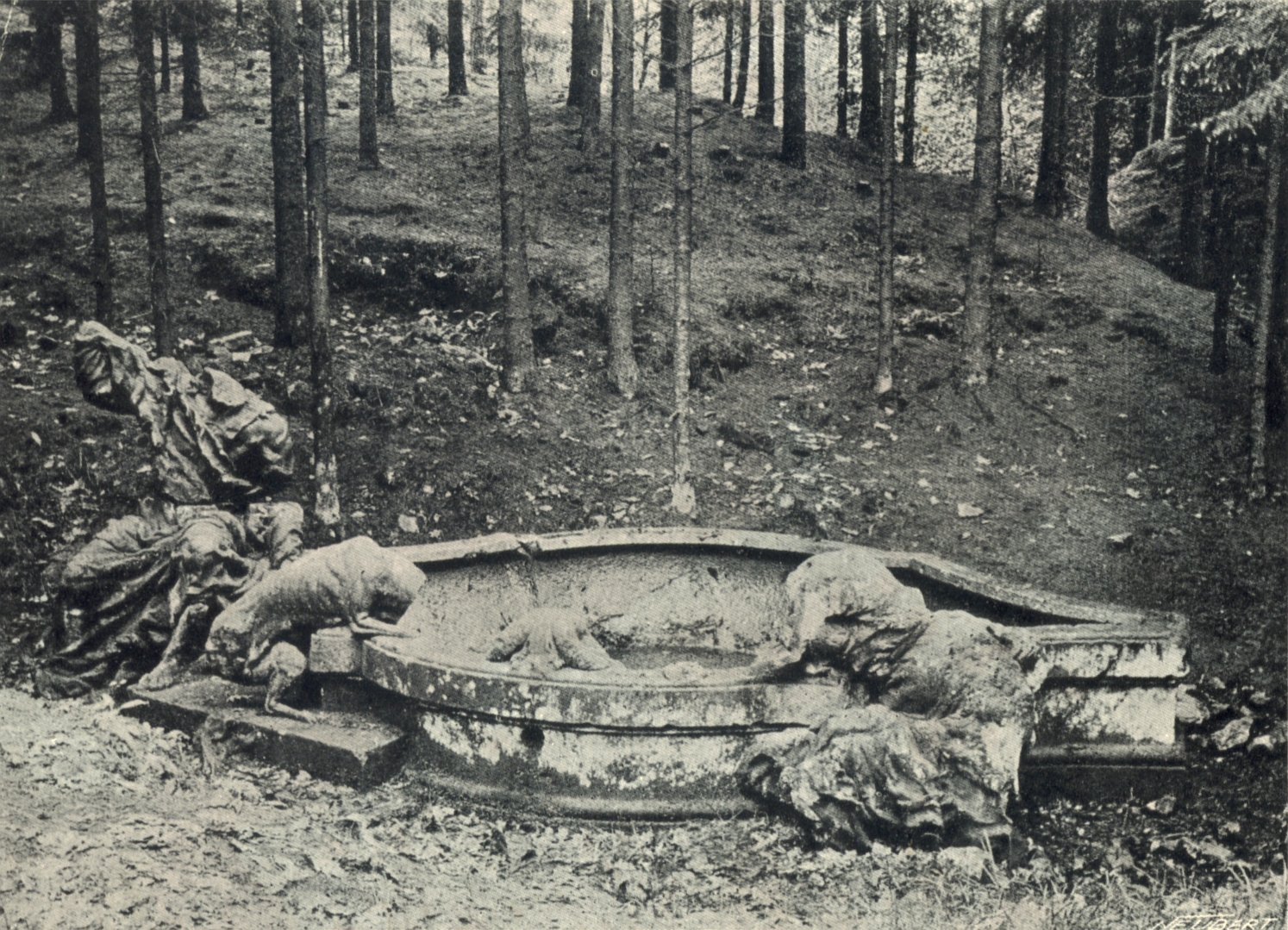
Sousoší Studny Jákobovy před restaurováním roku 1907

Roku 1898 se po ustavující schůzi Klubu českých turistů ve Dvoře Králové nad Labem 27. února konala dne 24. dubna vycházka do Nového lesa a Kuksu. Roku 1899 byla ze Dvora Králové do „Betléma“ vyznačena „dvěma proužky bílými a jedním světle modrým“ turistická značka. Kromě toho se Klub českých turistů začal angažovat v otázce ochrany a obnovy areálu.
Po sílícím tlaku veřejnosti došlo v létě roku 1907 k historicky prvnímu restaurování soch a reliéfů v Novém lese. Provedli jej mladí pražští sochaři Jaroslav Krepčík a Ladislav Kofránek za spolupráce německých sochařů Hanse Jägera a Hugo Egera. C. a k. Ministerstvo vyučování a kultu na něj uvolnilo státní subvenci ve výši 3 000 korun. Sochy a reliéfy byly očištěny, praskliny vytmeleny, byl odkopán zvýšený terén, a došlo k ohrazení areálu tyčkovým plotem.
Roku 1923 byl les napaden mniškou. Při kácení napadeného dřeva došlo k poškození sochařských děl. V rámci znovu výsadby lesa inicializoval Klub českých turistů parkovou úpravu okolí soch, která však nebyla realizována.
Další restaurování soch se odehrálo roku 1936. Provedl jej sochař Josef Wagner. Sochy a reliéfy byly opět očištěny a vytmeleny. Patřičná pozornost byla věnována také odvodu vody, která je dodnes hlavním činitelem poškozování sochařských děl v Novém lese. Sochař Josef Wagner, který patřil k významným meziválečným výtvarným umělcům, si v Novém Lese roku 1935 postavil srubovou chatu. Díky tomu mohl až do roku 1939, kdy bylo území přičleněno k Sudetům, provádět pravidelnou údržbu areálu a tím výrazně prodlužovat účinnost proběhlého restaurování.
Během druhé světové války nebyl areál udržován. Stav sochařských prací se proto rapidně zhoršil a v letech 1954–55 došlo k novému restaurování, jehož se zhostil opět Josef Wagner.

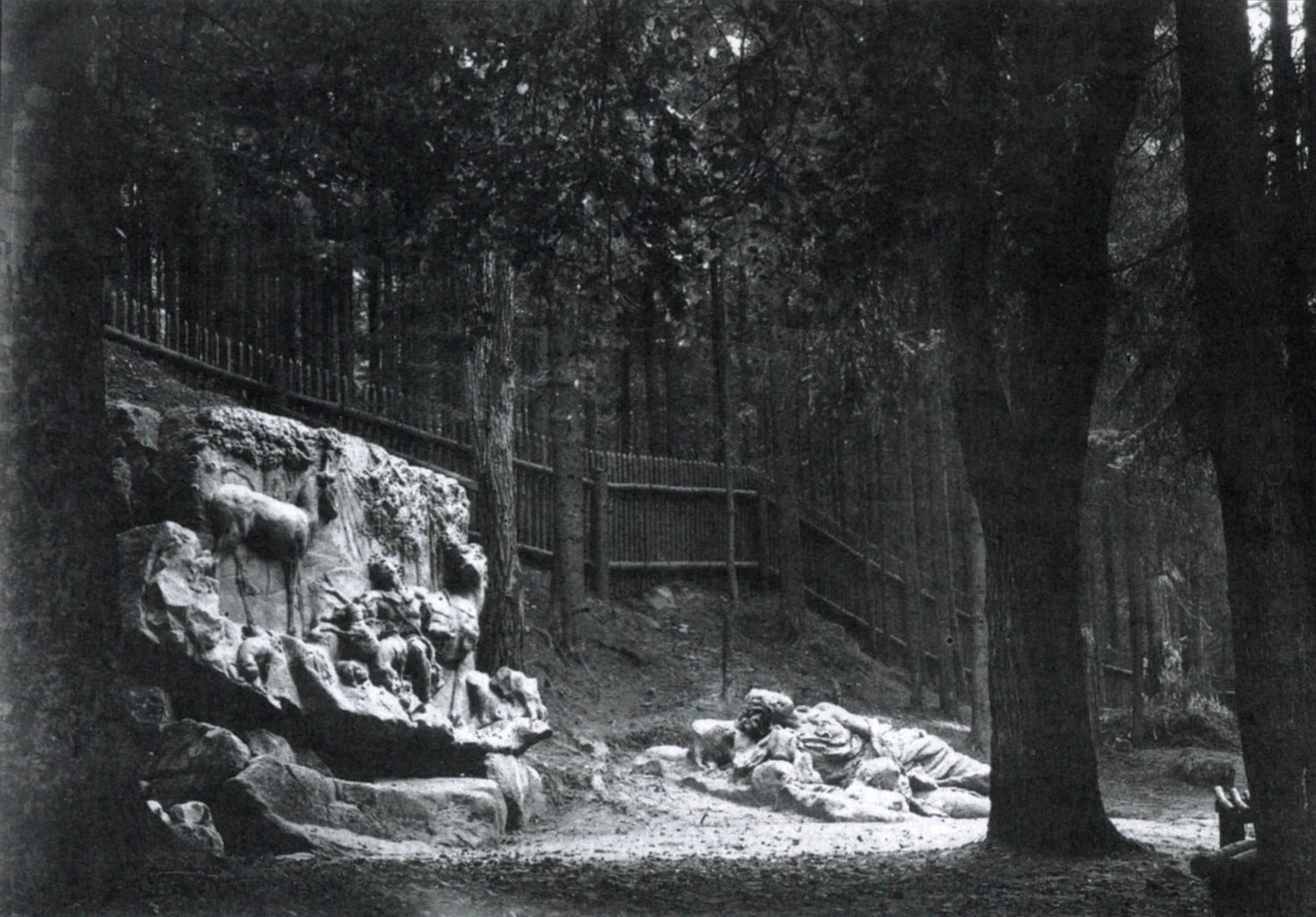
Ústřední část areálu po restaurování roku 1907

Už roku 1957 bylo konstatováno, že na povrchu soch a reliéfů jsou opět mechy a lišejníky. 18. července na místě jednala o „zásadách pro památkovou úpravu a ochranu prostoru Nového lesa“ odborná komise. Bylo mj. dohodnuto oplocení areálu a stálý dozor. V roce 1961 pak provedl sochař Antonín Wagner nové a doposud poslední restaurování. Přestože také on, stejně jako předtím Josef Wagner, poukazoval na nutnost pravidelné údržby, nebyla tato péče prováděna.
Od poloviny šedesátých let bylo intenzivně jednáno o možnostech a způsobech restaurování soch i širší obnově areálu. Byl vypracován projekt na celkovou obnovu. Prakticky se ovšem nedělo nic. Tento stav vyvrcholil v polovině osmdesátých let, kdy došlo k neodbornému odstranění mechů a lišejníků z ústředních reliéfů. V této době také došlo k několika nekoordinovaným zkouškám možných konzervačních látek i prostředků na hubení mechů a lišejníků.
Roku 1984 bylo na pracovním semináři k 300. výročí narození Matyáše Bernarda Brauna bylo dohodnuto postavení přístřešku, který by umožnil sledovat vliv dešťové vody na poškozování kamene na jedné vybrané soše. Přístřešek byl následně proveden nad sochou poustevníka Onufria. Bylo také poukázáno na nutnost komplexního interdisciplinárního průzkumu. Roku 1985 například došlo k dílčímu archeologickému průzkumu a k restaurátorskému průzkumu zbytků barevnosti na soše anděla Gloria. V tomto komplexním průzkumu bylo pokračováno i po roce 1990. Z větší části byl hotov a prezentován veřejnosti v roce 1995. Přípravy komplexní obnovy a restaurování probíhají dodnes.
Roku 2000 zařadil World Monuments Fund z New Yorku areál Nového lesa na Seznam 100 nejohroženějších památek světa.
Roku 2001 došlo k prohlášení areálu národní kulturní památkou.

## Původní podoba areálu Nového lesa
Současná podoba areálu Nového lesa je pouze fragmentem té původní. Vedle většinou torzovitě dochovaných kamenných soch zde byla také řada soch dřevěných, z nichž se do současnosti dochovala pouze jediná. Tak jako na jiných místech Šporkova panství, i zde zřejmě byly reliéfy vyřezávané přímo do kůry a kmenů živých stromů, podobně jako kamenné sochy tesané částečně přímo do rostlých skal či mohutných balvanů. Veškeré sochy byly živě polychromované.
Kromě soch byla v lese řada již zmíněných fontán, celkem sedm meditačních pousteven (Sv. Františka, Sv. Pavla, Sv. Antonína, Sv. Jeronýma, Sv. Huberta, Sv. Jiljí a Sv. Bruna), vyhlídkový pavilon atd. Les byl také proťat několika průseky, částečně proto, že zde vedly cesty, částečně kvůli malebným průhledům do krajiny s panoramatem Krkonoš na obzoru. Les měl tedy v podstatě parkovou úpravu. Přitom ovšem patrně po celou dobu fungovaly v lese také již zmíněné pískovcové lomy.

## Ikonografie areálu, jeho ideový a umělecký význam

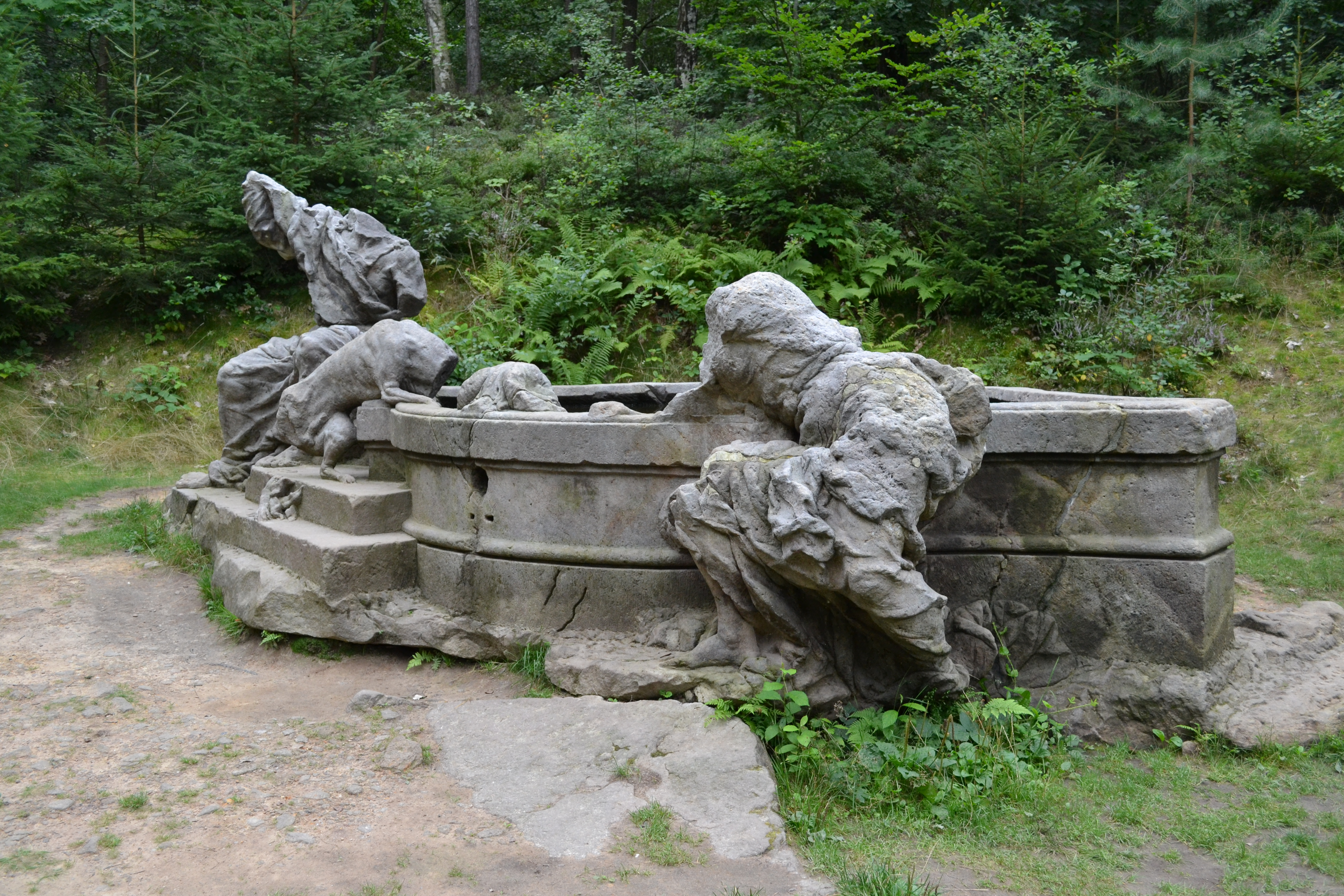
Jákobova studna (1726–29)

Ideovým důvodem vzniku areálu byla snaha zakladatele vytvořit prostředí vhodné k pěstování anachoretské zbožnosti, k modlitbě a rozjímání uprostřed „nespoutané“ přírody. Podobná místa s poustevnami vytvářel hrabě Špork předtím už na svém panství Lysá nad Labem. V okolí Kuksu ještě založil poustevnu svatého Františka z Assisi u Stanovic a Hubertovo údolí v severovýchodní části panství.
Důraz na kající modlitbu a rozjímání vyjadřuje ikonografie všech dochovaných částí areálu, neboť se s výjimkou celé skupiny „betléma“ jedná o zobrazení kajícníků. Betlémská jeskyně i s přilehlými reliéfy Klanění pastýřů a Příchod tří králů je pak jakýmsi „ideovým úběžníkem“, který poukazuje na Krista jako „dokonavatele víry“, spasitele světa a ústřední postavu křesťanství. Totéž poselství obsahuje také skupina Jákobovy studny.
K této ikonografii však, dnes spíše okrajově, ovšem ve své době velmi viditelně, přistupuje důraz vyjádřený sochou Křesťanského vojína. Tento důraz, který reprezentovala také řada nedochovaných, většinou dřevěných soch a maleb pamfletického ražení, představuje Šporka jako křesťanského bojovníka bojujícího proti zlu, za něž Špork považoval mj. žirecké jezuity.
Z uměleckého hlediska patří mnohé sochy k vrcholům díla Matyáše Bernarda Brauna. I zde ovšem výrazně působili také dílenští pomocníci, tovaryši. Rozborem uměleckého rukopisu lze v areálu jednoznačně rozlišit dvě stylové a časové vrstvy, které zřejmě souvisí s přerušením prací mezi lety 1729 a 1731. První je vrcholně barokní, s vysokým podílem Braunovy vlastnoruční práce, druhá už má výrazně klasicistnější charakter a bývá v ní spatřován silný autorský vliv Braunova synovce Antonína.
Do první skupiny patří všechny sochy kajícníků, a to včetně sousoší Jákobovy studně vytvořené mezi lety 1726–29. do druhé pak reliéfy Klanění pastýřů, Příchod tří králů a dnes přenesené sochy anděla Gloria a Křesťanského vojína. Sporné je zařazení reliéfu svatého Huberta, který umělecky patří do druhé skupiny, ač je doložen již roku 1723.
Umělecky nejkvalitnějším dílem je zřejmě socha poustevníka Garina. Kvalitou (přes fragmentální dochování) vynikají také sochy Máří Magdaleny, Jana Křtitele a sousoší Studny Jákobovy Naopak nejslabšími díly jsou anděl Gloria a Křesťanský vojín.

## Dochované části areálu
Do současnosti se na původním místě dochovaly:
- nádrž vodotrysku v místě bývalé bylinářské zahrady
- kamenné sedátko s knihou jako pozůstatek poustevny sv. Pavla nyní nazývané Braunovo sedátko,
- reliéf Vidění sv. Huberta,
- socha poustevníka Juana Garina s přilehlou jeskyní
- socha poustevníka sv. Onufria
- socha ležící sv. (Máří) Marie Magdaleny
- torzo sochy sv. Jana Křtitele
- torza soch Kristus a Samaritánka u studny Jakobovy včetně vlastní tesané nádrže a torz psů
- reliéfy Klanění pastýřů a Příchod sv. Tří králů i s ústřední „betlémskou“ jeskyní, v níž byly zřejmě dnes nedochované sochy tvořící vlastní Betlémskou scénu
- přitesaná skála, na níž byl namalovaný nedochovaný výjev Útěk sv. Rodiny do Egypta od malíře Petra Brandla

Do špitální zahrady v Kuksu byly přeneseny sochy:
- Velký Křesťanský vojín (tzv. Miles Christianus)
- svatý Jeroným se lvem
- tzv. Anděl Gloria (který byl původně umístěn nad betlémskou jeskyní či reliéfem klanění pastýřů)
- torzo sedící ženské postavy nalezené ve třicátých letech 20. stol. v Labi. Předpokládá se, že jde o sochu zarmoucené Hagar, která je doložena v účtech z roku 1732.[29]

Kromě toho je v muzeu v Jaroměři uložena dřevěná polychromovaná socha svatého Antonína, která bývala u poustevny téhož světce. Otvorem v lebce, jíž Antonín drží v rukou, mohli návštěvníci lázní vhazovat lístečky se svým přáním, případně protijezuitské pamflety.

## Galerie

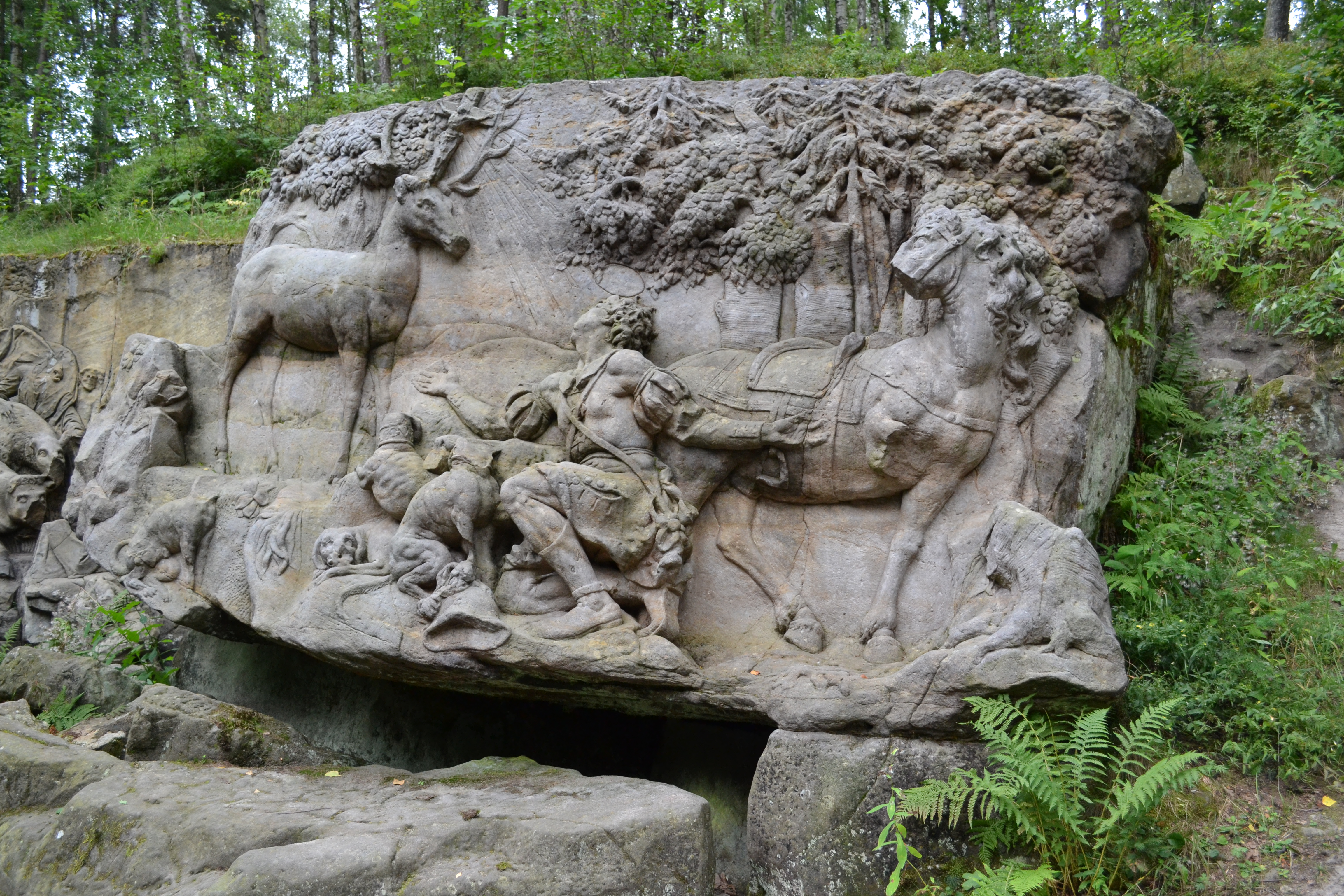
Vidění Svatého Huberta (1722–26)
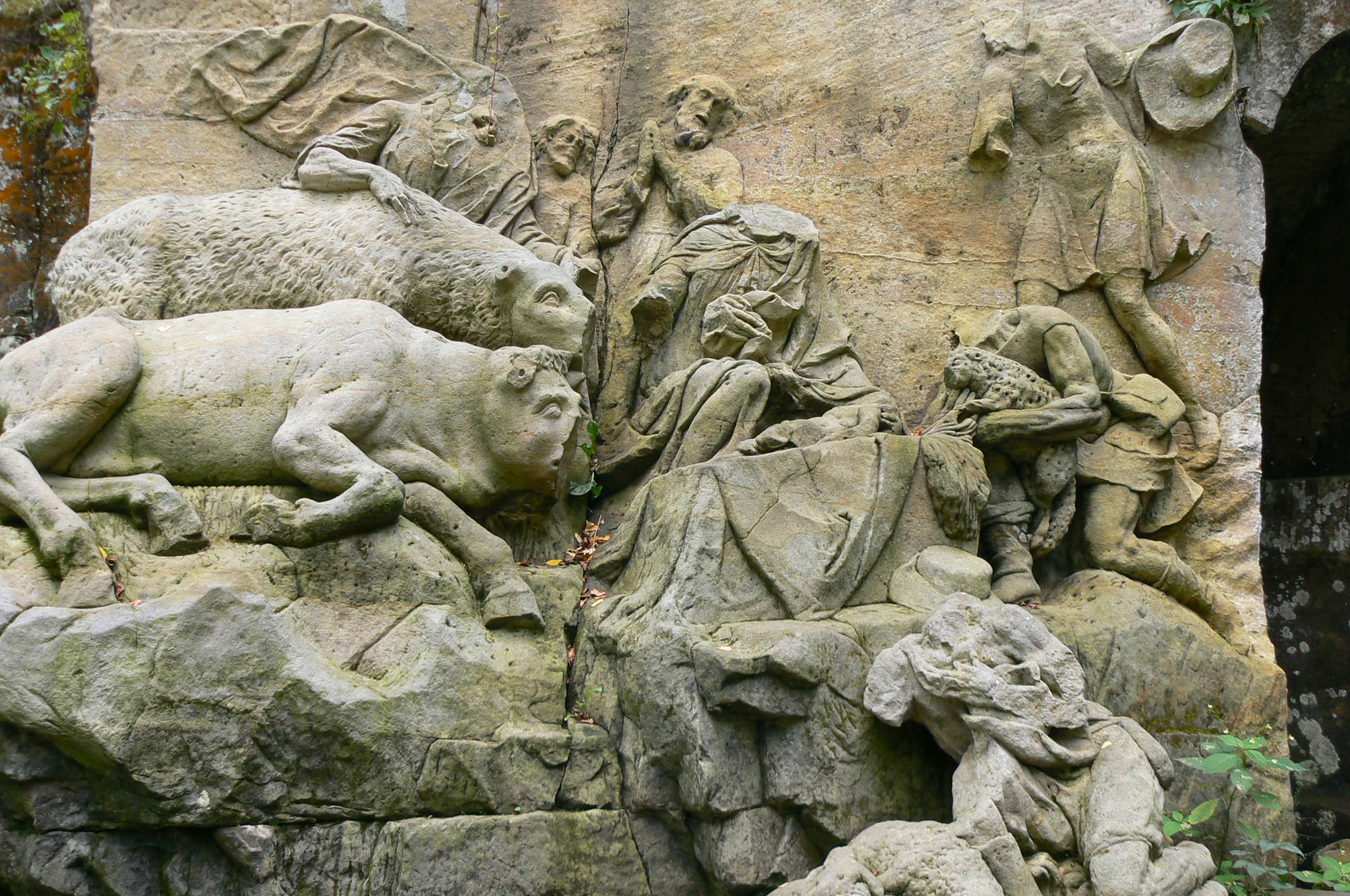
Reliéf Klanění pastýřů (1727–32)
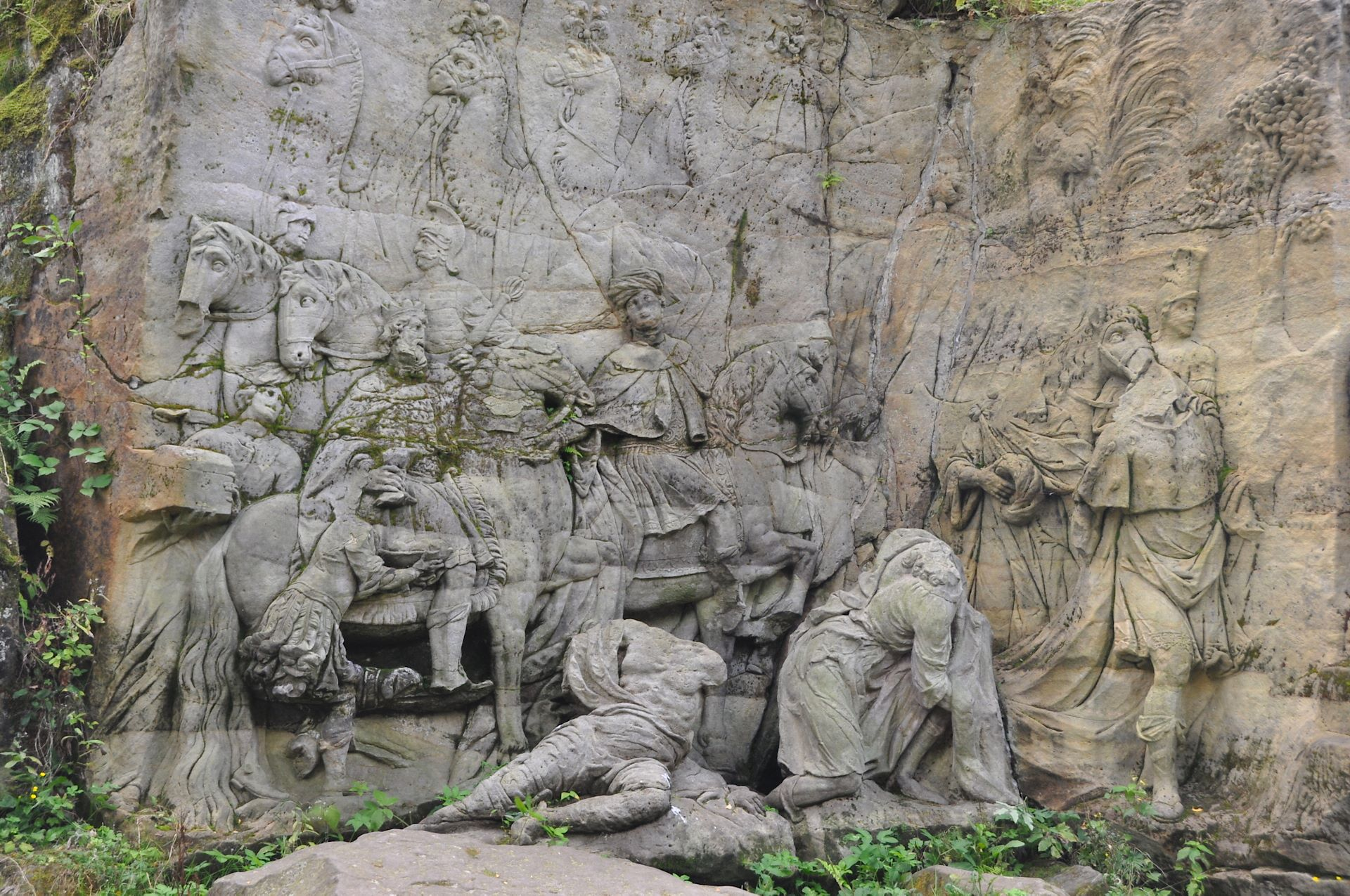
Reliéf Příchod tří králů (1727–32)
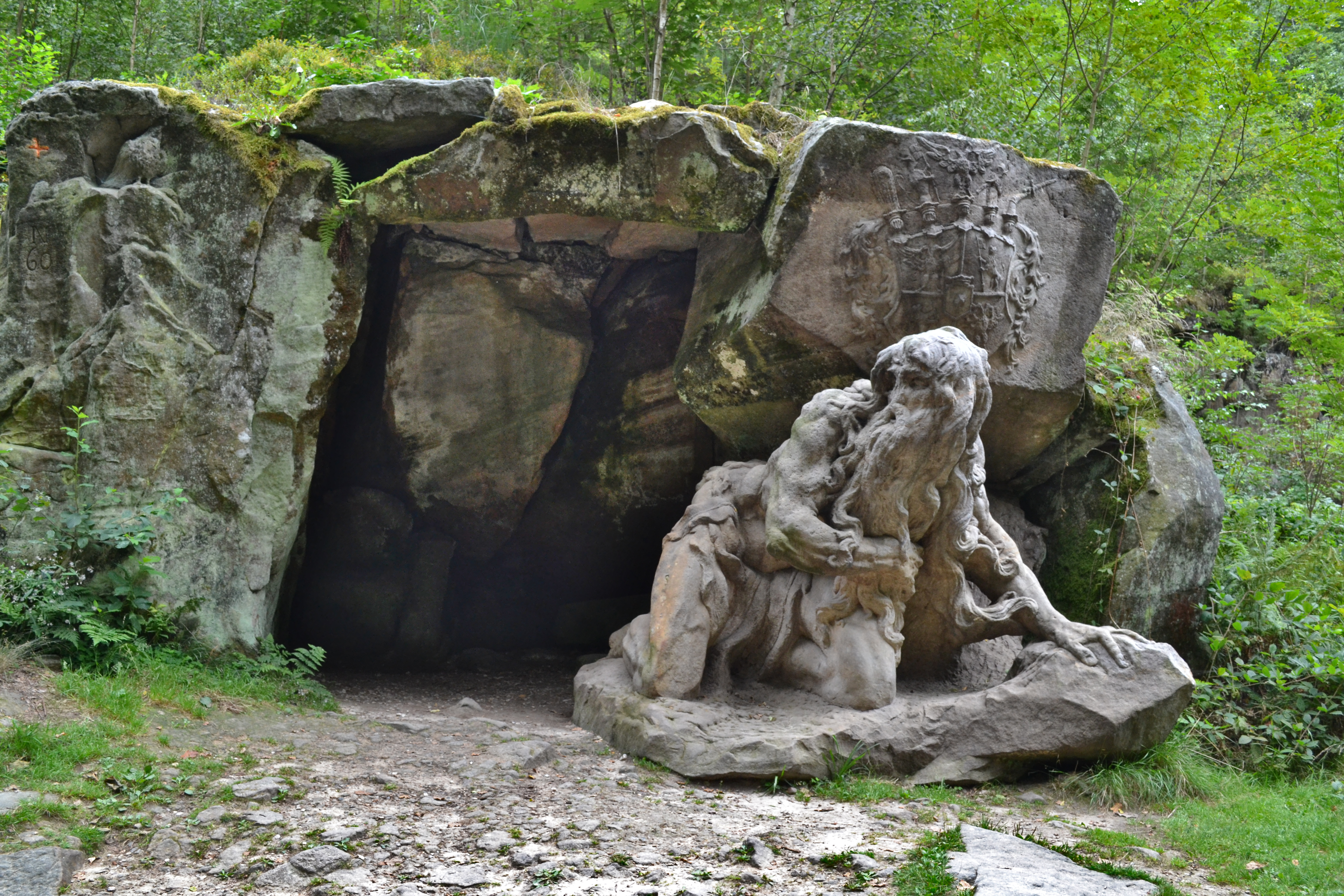
Juan Garin, celek s jeskyní (1723–26)
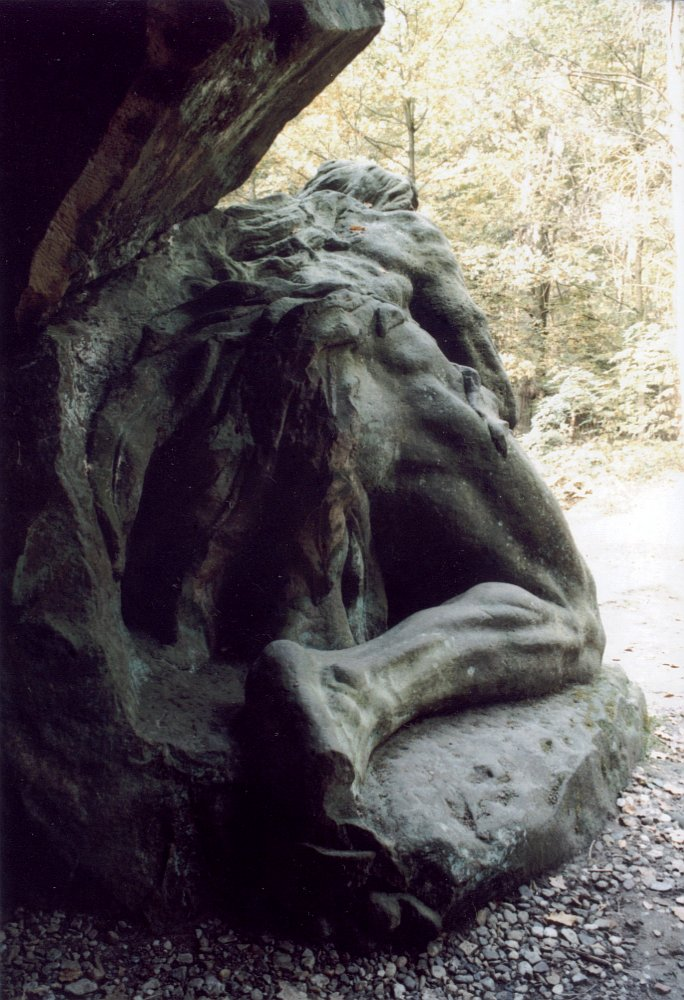
Juan Garin, pohled z jeskyně (1723–26)
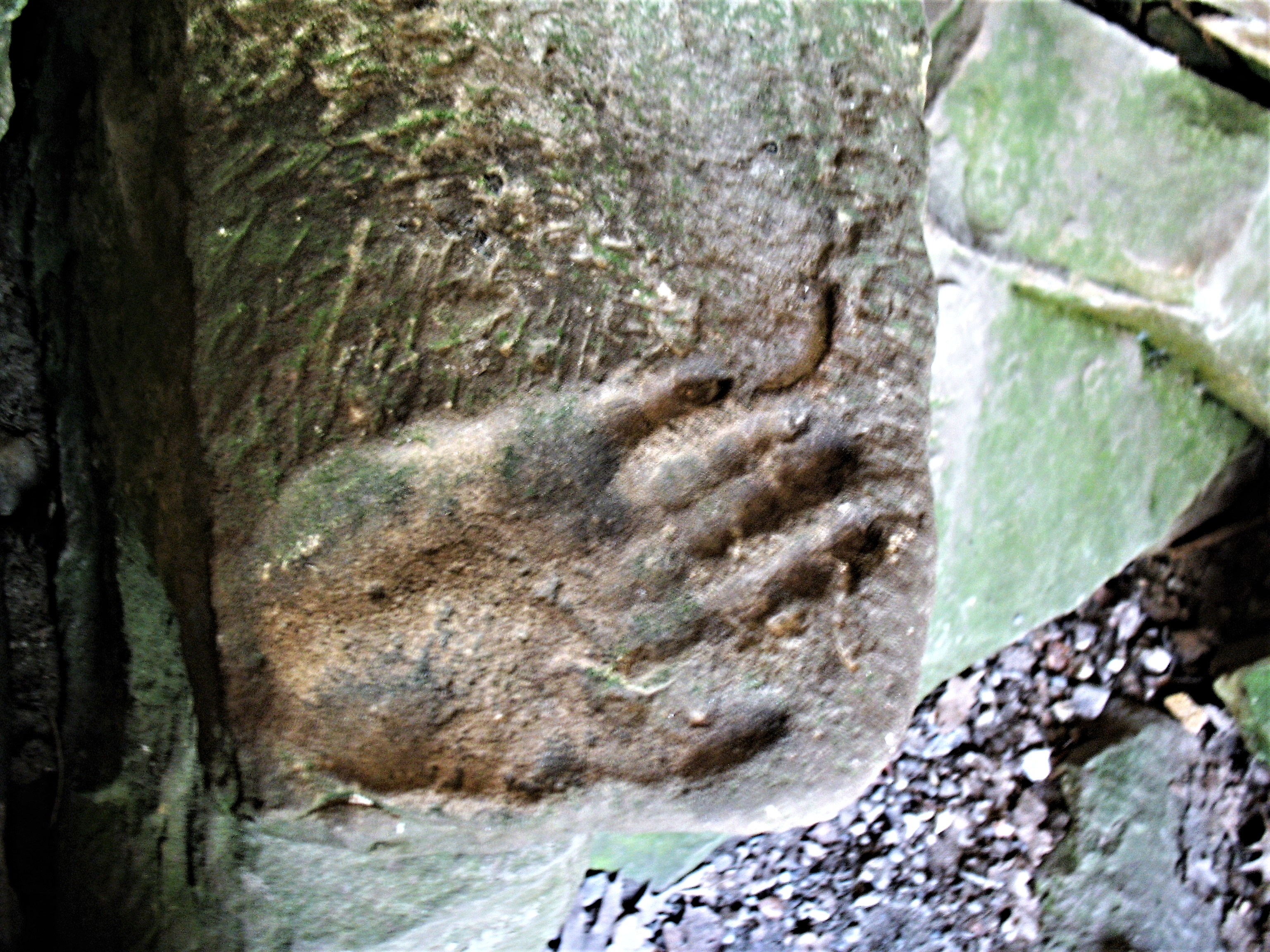
Garinova jeskyně, údajný otisk ruky F. A. Šporka
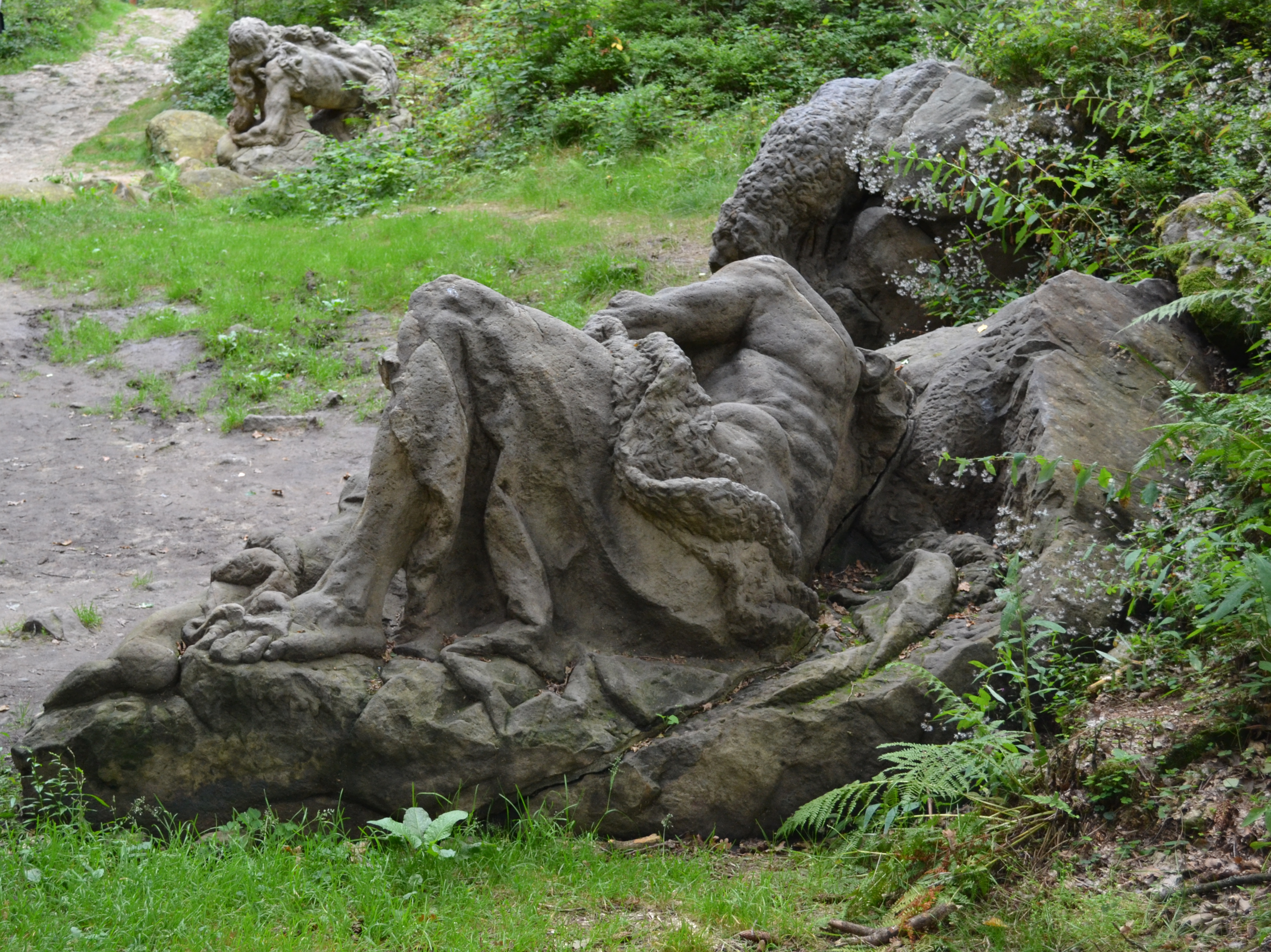
Torzo Jana Křtitele
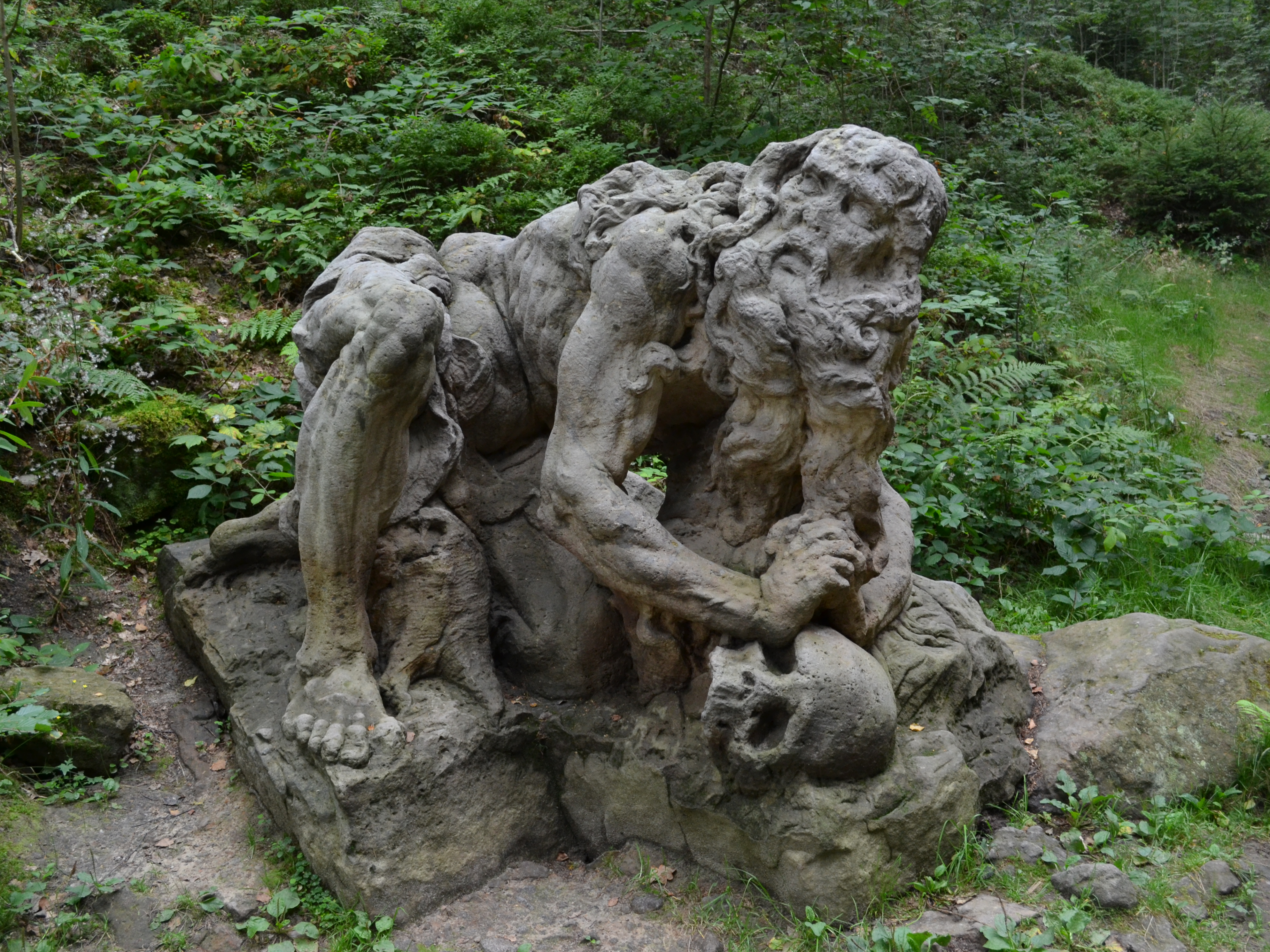
Poustevník Onufrius (1723–26)
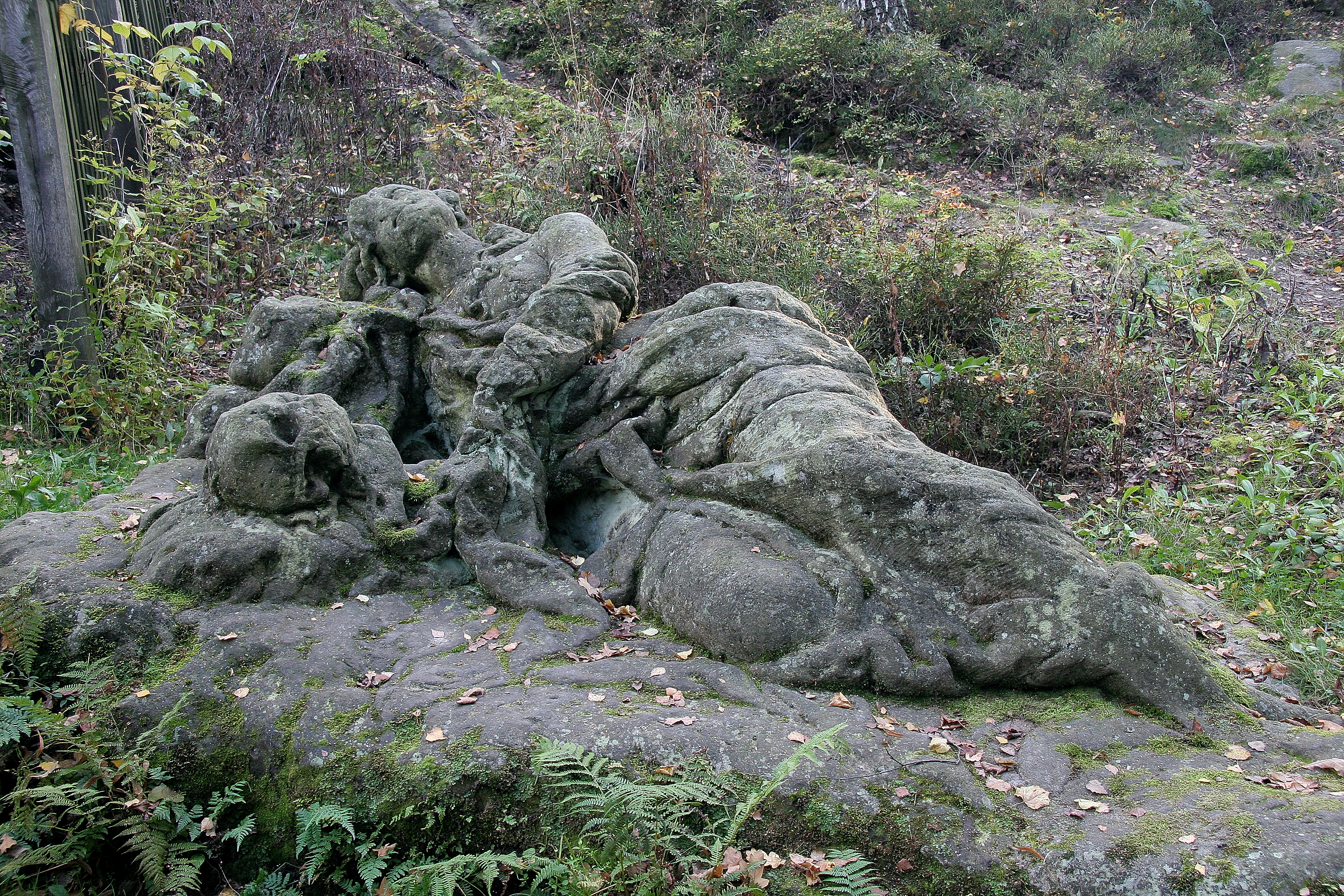
Spící Máří Magdalena (1723–26)
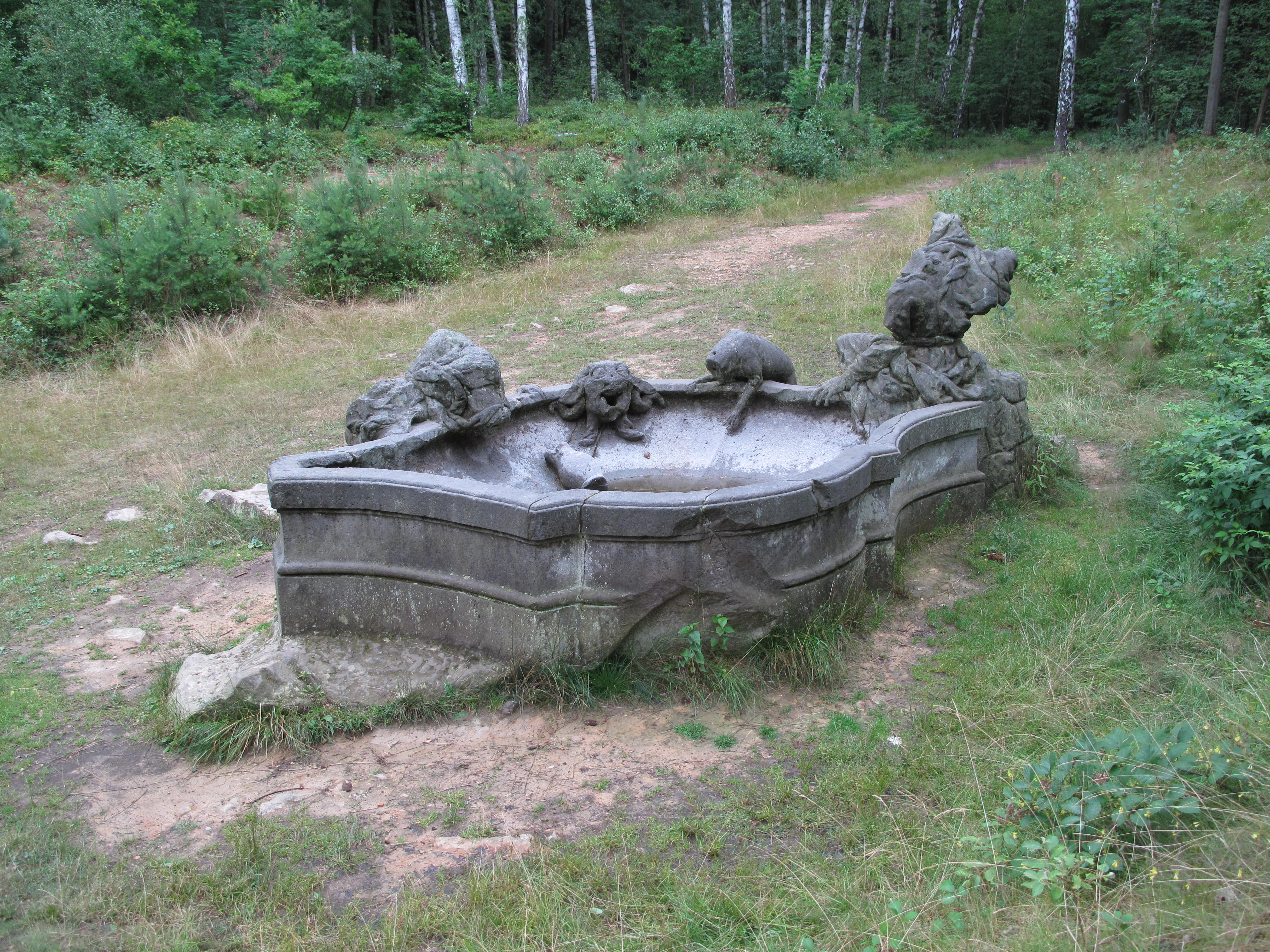
Jákobova studna (1726–1729)
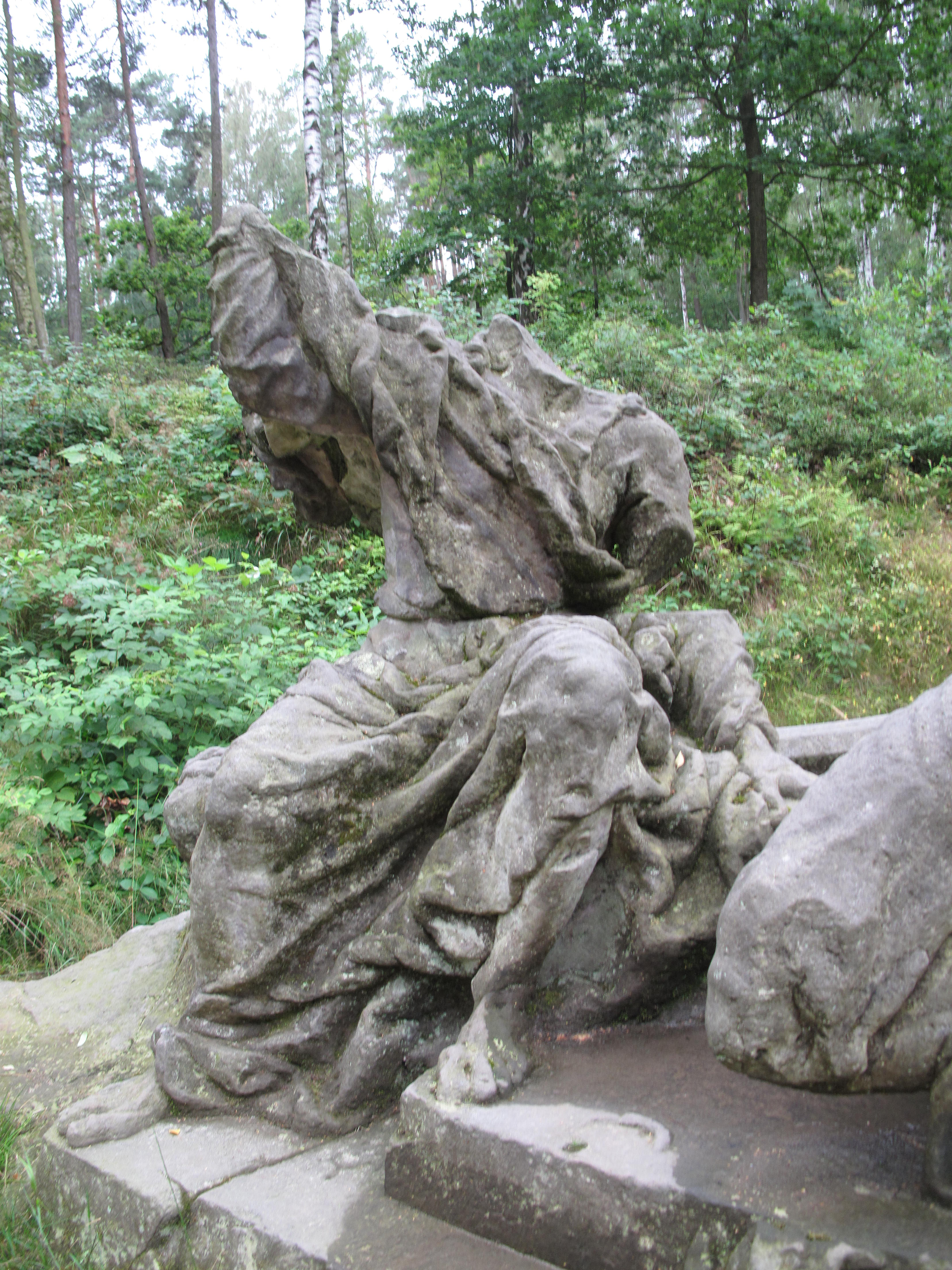
Jákobova studna, torzo Krista (1726–1729)
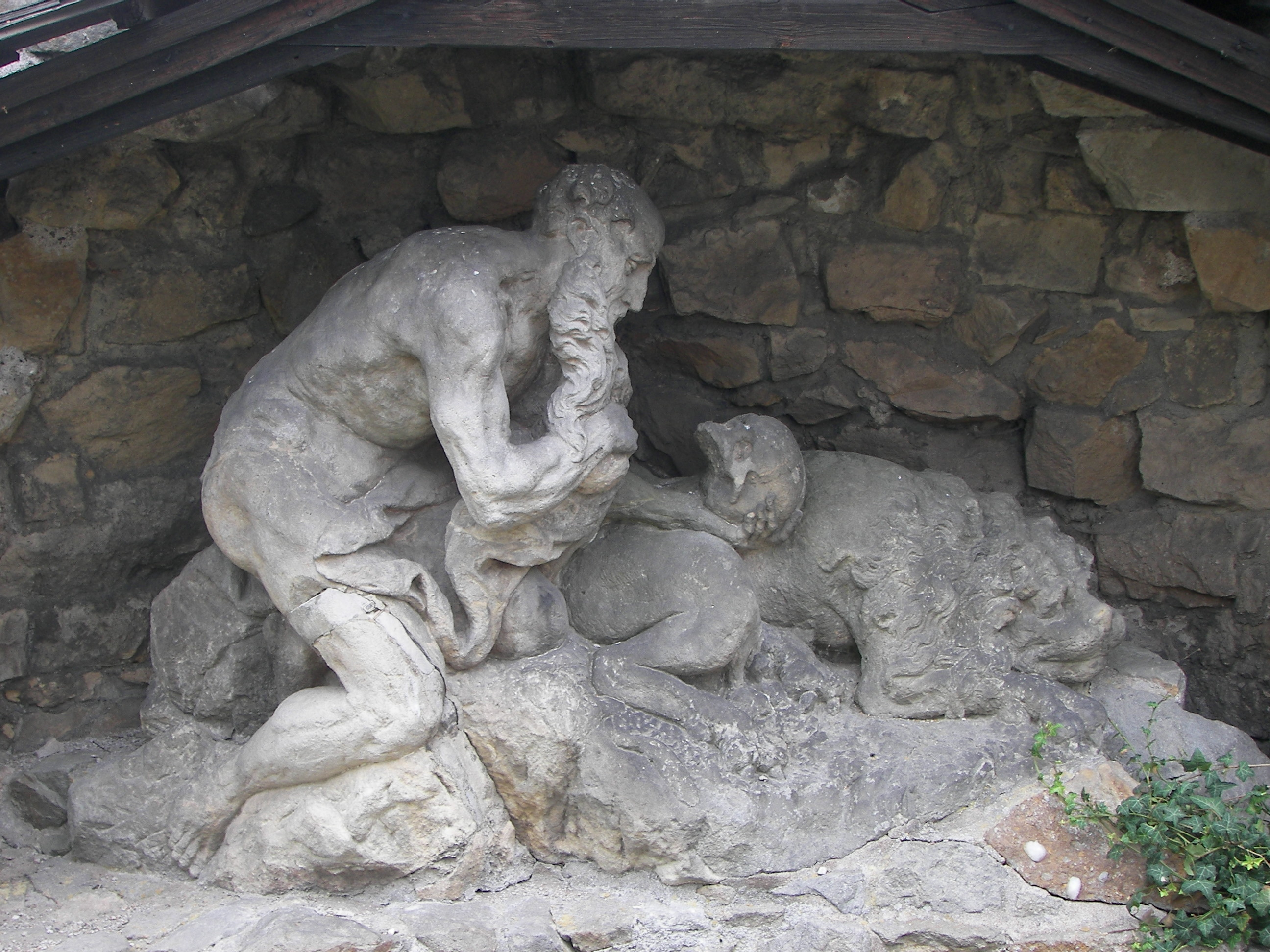
Svatý Jeroným se Lvem (dnes ve špitální zahradě, 1726–29)
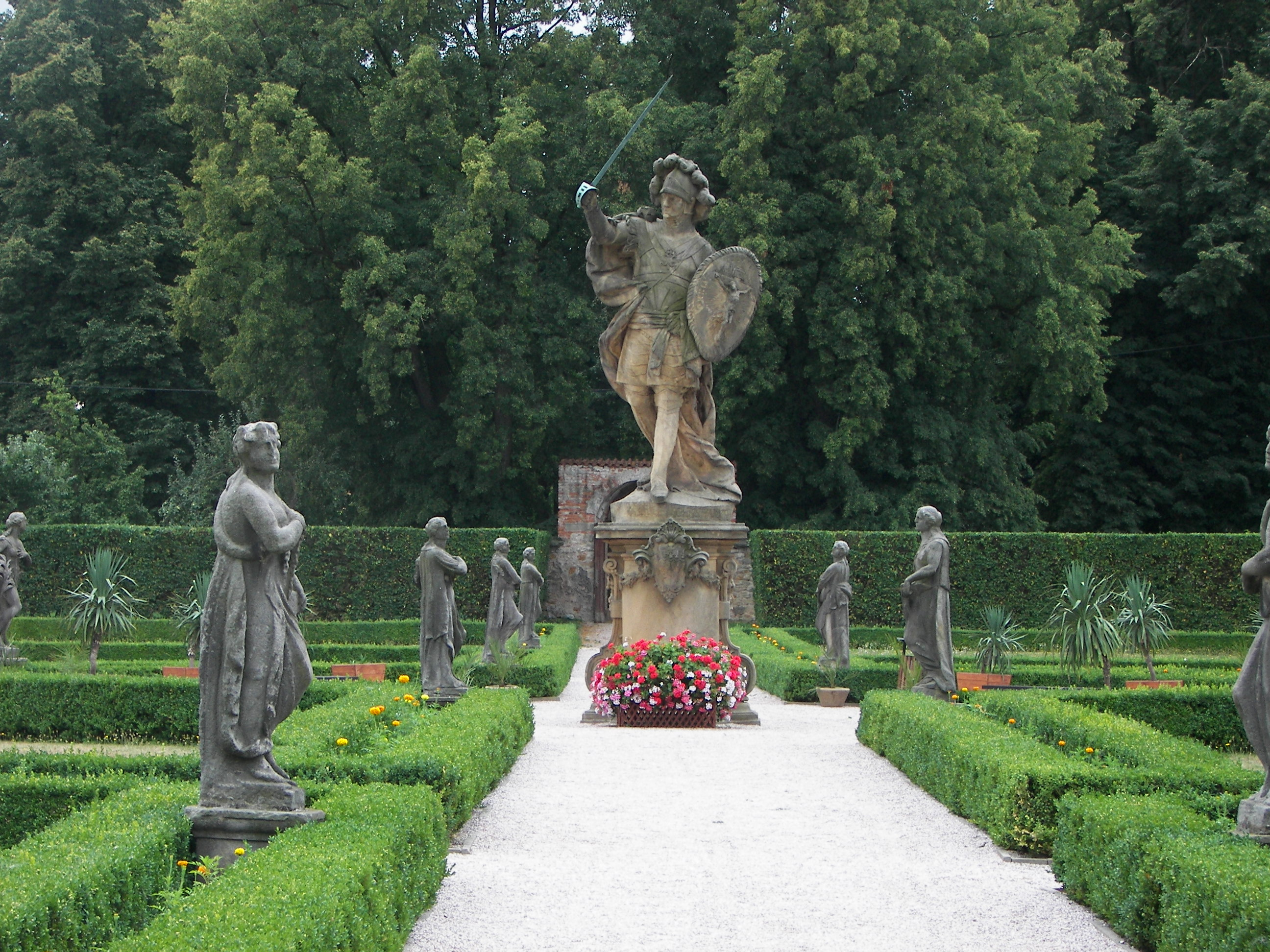
Velký křesťanský bojovník (dnes ve špitální zahradě, 1732)